# Josef Grendel
Josef Grendel (* 6. Januar 1878 in Mellen, Balve, Westfalen (Erzbistum Paderborn); † 10. Februar 1951 in Rom, Italien) war Ordenspriester, katholischer Theologe, Steyler Missionar und 4. Generalsuperior der Gesellschaft des Göttlichen Wortes (Societas Verbi Divini).

## Herkunft und Werdegang
Mit elf Jahren kam Josef Grendel ins Missionshaus St. Michael, in Steyl, Venlo, um hier seine gymnasialen Studien zu machen. Fünf Jahre später ging er zu den höheren philosophischen und theologischen Studien ins Missionsseminar St. Gabriel bei Wien. 1899 sandte ihn Arnold Janssen nach Rom, wo er am Angelicum bei den Dominikanern den theologischen Doktorgrad erwarb. 1901 kehrte der 23-Jährige nach St. Gabriel zurück, wo P. Grendel dozierte, zuerst Philosophie, dann 22 Jahre Dogmatik, nebenher auch längere Zeit Homiletikvorlesungen gab. Er war ein klar denkender und überzeugender Lehrer und ein begabter Verwaltungsmann.
1917 wurde P. Grendel Rektor des Missionshauses St. Gabriel. 1923 ernannte ihn P. Generalsuperior SVD Wilhelm Gier zum Oberen der großen Westdeutschen Provinz, wo er in St. Augustin ein zweites deutsches Scholastikat aufbaute. 1927 folgte er der Berufung in die Generalleitung unter dem Generalsuperior P. Wilhelm Gier SVD. Mit ihrer Verlegung nach Rom, Ende 1928, wurde er erster Rektor und Präfekt des neuen internationalen Kollegs.

## Generalsuperior SVD (1932–1947)
Am 28. September 1932 wählte das Generalkapitel SVD P. Josef Grendel 54-jährig zum 4. Generalsuperior der Gesellschaft des Göttlichen Wortes. In seine Amtszeit fiel die Übernahme der katholischen FU Jen Universität in Peking im Jahre 1933.
Als Generalsuperior SVD wurde P. Grendel 1933 Großkanzler der Fu Jen. Grendel ernannte den Amerikaner P. X. Murphy zum ersten Steyler Rektoren der Fu Jen, der allerdings schon im folgenden Jahr starb. Daraufhin berief Grendel den jungen deutschen Ethnologen P. Rudolf Rahmann SVD zum Rektor der Fu Jen. Der Zweite Weltkrieg verhinderte die reguläre Abhaltung eines Generalkapitels. So blieb P. Grendel bis zur Wahl seines Nachfolgers P. Alois Große Kappenberg am 28. September 1947 im Amt. Er starb am 10. Februar 1951 in Rom und wurde auf dem Friedhof des Mutterhauses der Gesellschaft des Göttlichen Wortes in Steyl, Venlo, beerdigt.
In der Entstehungsvorgeschichte der Enzyklika „Mit brennender Sorge“ hat Josef Grendel im Juni 1936 Eugenio Pacelli, den späteren Papst Pius XII., eindringlich gebeten, eine Enzyklika gegen den "dämonische[n] Geist der Unheiligkeit" anzuregen, "der die heutige Welt und Menschheit vergiftet."

## Veröffentlichungen
- Praelectiones dogmaticae, quas in auditorum suorum usum exaravit Iosefus Grendel S.V.D., Tomus I: De Deo uno et trino, Steyl, Domus Missionarum 1912. XV + 781 S.
- Die zentrale Stellung des Missionsgedankens in dem ewigen Heilsplane Gottes, in Zeitschrift für Missionswissenschaft (ZM) 1 (1911) 281–293; ebd. in: Korrespondenz für die Mitbrüder der Gesellschaft des Göttlichen Wortes, Erster Jahrgang Manuskript, St. Gabriel 1912 (Oktober 1911), pp. 1–13,
- Auffassung des Morgen- und Abendlandes, in: Jahrbuch St. Gabriel 1 (1922) 119–161.
- Das göttliche Recht des Missionsgedankens, in: Zeitschrift für Missionswissenschaft 14 (1924) 218–226.
- Erlösung und Mission, in: Zeitschrift für Missionswissenschaft, 17 (1927) 81–93.
- Intelectueelen en Missie, in: Kerk en Missie 9 (Brussel 1929) 119–126.